# Melanie Mettler
Melanie Mettler, née le 3 décembre 1977 à Berne (originaire de Wichtrach), est une personnalité politique suisse, membre des Vert'libéraux. 
Elle est députée du canton de Berne au Conseil national de décembre 2019 à mars 2025 et membre de l'exécutif de la ville de Berne depuis le 1er janvier 2025, où elle est responsable des finances.

## Biographie
Melanie Mettler naît le 3 décembre 1977 à Berne. Elle est originaire de Wichtrach, dans le même canton. Elle grandit à Berne et à Muri-Gümligen.
Elle se lance en 2000 dans des études de littérature anglaise, de philosophie et de linguistique à l'Université de Berne. Elle y obtient sa licence en 2008, puis un doctorat du Centre interdisciplinaire d'études genre en 2012,. Elle travaille en parallèle comme  assistante du directeur des ressources humaines de l'Hôpital de l'Île à Berne de 1999 à 2006, comme reporter et éditrice pour la radio Xtra Bern en 2005-2006 et notamment comme traductrice pour sa propre entreprise de services linguistiques de 2003 à 2017.
Elle est chargée de cours au World Trade Institute de l'Université de Berne de 2010 à 2017 dans le domaine de la réglementation du commerce mondial,. Elle y enseigne principalement à des ressortissants de pays en développement.
En 2015, elle cofonde une entreprise de promotion de l'énergie solaire photovoltaïque (Sunraising.ch). L'année suivante, elle cofonde une organisation non gouvernementale (SIBA) visant à promouvoir le développement durable dans la région bernoise.
En avril 2018, elle est chargée du développement de projets publics durables auprès d'une entreprise de conseils (bcp bolz). Depuis juin 2019, elle est codirectrice d'une entreprise (Compasso) visant à intégrer les handicapés sur le marché du travail,.
Elle habite à Berne, dans le quartier de la Länggasse depuis le début des années 2000.

## Parcours politique
Inscrite en été 2012 sur la liste des Vert'libéraux pour l'élection au Conseil de ville (Stadtrat, législatif) de Berne à la demande d'une connaissance « pour remplir la liste », elle crée la surprise en y étant élue. Mieux réélue de son parti en 2016, elle siège deux législatures au parlement de la ville, de 2013 à 2019 et y copréside le groupe des Vert'libéraux à partir de 2016. Elle préside la commission chargée du développement de l'agglomération bernoise de 2014 à 2015 et siège également au sein de la commission chargée de la planification, des transports et des espaces verts de 2016 à 2017, de la commission des finances de 2016 à 2018 et de la commission de surveillance en 2019,.
Elle crée également la surprise en étant élue au Conseil national en 2019. Elle est membre de la Commission de la sécurité sociale et de la santé publique (CSSS). Elle est réélue en 2023.
Vice-présidente des Vert'libéraux depuis février 2021, elle est candidate en novembre 2024 au Conseil communal (exécutif) de la ville de Berne au sein d'une large alliance de droite réunissant l'UDC, le PLR, le Centre, le Parti évangélique et les Vert'libéraux. Cette alliance n'obtient qu'un seul siège qui lui revient, étant donné qu'elle arrive première au sein de la liste. Elle entre en fonction le 1er janvier 2025, à la tête des finances et démissionne du Conseil national pour le 3 mars 2025.

### Autres mandats
Elle siège au comité de la section bernoise de la Nouvelle Société helvétique. Elle est également coprésidente de l'association qui gère la Dampfzentrale depuis juin 2018.